# تابع تجمیعی
یک تابع تجمیعی (به انگلیسی: Aggregate function یا Aggregation function) در مدیریت پایگاه‌ داده، تابعی است که مقادیر چند سطر را گروه‌بندی(جمع‌بندی) می‌کند، تا یک یک مقدار خلاصه تکین را شکل بدهد.
به صورت رسمی، یک تابع تجمیعی به عنوان ورودی یک مجموعه، یک چندمجموعه (کیسه)، یا یک لیست را از دامنه ورودی I می‌گیرد، و یک عنصر از دامنه خروجی O را خروجی می‌دهد. دامنه‌های ورودی و خروجی می‌توانند یکسان باشند مثل SUM یا متفاوت باشند، مثل COUNT.
توابع تجمیعی معمولاً در زبان‌های برنامه‌نویسی، صفحات گسترده، و همچنین در جبر رابطه‌ای به کار می‌رود.
توابع تجمیعی مرسوم عبارتند از:
- معدل (میانگین حسابی)،
- شمارش،
- بیشینه،
- میانه،
- کمینه،
- مد،
- دامنه،
- مجموع[۱]

و نیز شامل
- میانگین بدون تهی (میانگین یا حذف مقادیر NaN، که به آن nil یا null هم گفته می‌شود)
- انحراف معیار[۱]

تابع listagg، به شیوه‌ای که در استاندارد SQL:2016  تعریف شده است، داده را از چندین سطر به یک رشته پیوسته منفرد تجمیع می‌کند.

## توابع تجمیمی اس‌کیوال
توابع تجمیعی اس‌کیوال یک مقدار واحد را از مقادیر یک ستون محاسبه می‌کنند. برخی از این توابع عبارتند از:
- AVG: برای محاسبه میانگین
- COUNT: برای محاسبه تعداد
- MAX: برای محاسبه بیشینه
- MIN: برای محاسبه کمینه
- SUM: برای محاسبه مجموع